# Ramphocaenus
Genre
Ramphocaenus est un genre monotypique de passereaux de la famille des Polioptilidae. Il se trouve à l'état naturel dans le Nord de l'Amérique du Sud.

## Liste des espèces
Selon la classification de référence du Congrès ornithologique international (version 8.1, 2018) :
- Ramphocaenus melanurus Vieillot, 1819 — Microbate à long bec
  - Ramphocaenus melanurus albiventris Sclater, PL, 1883
  - Ramphocaenus melanurus amazonum Hellmayr, 1907
  - Ramphocaenus melanurus ardeleo van Tyne & Trautman, 1941
  - Ramphocaenus melanurus austerus Zimmer, JT, 1937
  - Ramphocaenus melanurus badius Zimmer, JT, 1937
  - Ramphocaenus melanurus duidae Zimmer, JT, 1937
  - Ramphocaenus melanurus griseodorsalis Chapman, 1912
  - Ramphocaenus melanurus melanurus Vieillot, 1819
  - Ramphocaenus melanurus obscurus Zimmer, JT, 1931
  - Ramphocaenus melanurus pallidus Todd, 1913
  - Ramphocaenus melanurus panamensis Phillips, AR, 1991
  - Ramphocaenus melanurus rufiventris (Bonaparte, 1838)
  - Ramphocaenus melanurus sanctaemarthae Sclater, PL, 1862
  - Ramphocaenus melanurus sticturus Hellmayr, 1902
  - Ramphocaenus melanurus trinitatis Lesson, R, 1839